# 黃靜案
黄静案是2003年初，中华人民共和国湖南省湘潭市发生的一起死亡案件。
黄静（1982年9月27日—2003年2月23日），湘潭人。1999年6月在湖南省第一师范学院毕业， 后在湘潭市临丰小学任音乐教师。
2003年2月24日上午，黄静被发现裸死在宿舍床上，全身赤裸、身上上有多处伤痕。尸检报告称其为处女，但其生前男友姜俊武的精液被在现场发现。
湘潭市公安局和湖南省公安厅的初步法医检验认为，黄静是因心脏疾病导致急性心肺功能衰竭而死，属于正常死亡。其家人则认为黄静之死是男友暴力强奸未遂导致的，拒绝火化尸体。省公安厅复核仍然持原结论。但7月3日南京医科大学鉴定认为，心肺功能衰竭的说法证据不足，黄静是非正常死亡。8月14日，中山大学法医鉴定中心也认为不足以确定自然死亡。
2003年6月2日，姜俊武被刑事拘留。8月1日他被市公安局以涉嫌强奸（中止）罪移送湘潭市检察院审查起诉。12月22日，湘潭市雨湖区检察院采纳湖南省公安厅的鉴定，以强奸中止罪对姜俊武提起公诉。姜称：当晚他与黄发生了抚摩等自愿的亲昵行动，没有试图强奸她；黄后来出现口吐白沫、抽搐的症状，但自称没事，他于是在清晨离去。
2004年3月，保存在湘潭市二医院的黄静尸体器官标本被发现因保存不善已于年初被销毁，导致无法继续进行法医鉴定。2004年8月2日，最高人民法院司法鉴定中心认为，黄静原有潜在病理改变，因姜俊武采用较特殊方式进行的性行动促发死亡。
2005年12月7日，湘潭市雨湖区人民法院审理此案。起诉书指控姜俊武犯有强奸中止罪，黄静家人及其律师认为姜对黄静之死负有间接故意的责任。姜俊武的律师则认为姜虽然与死者发生了性关系，但无足够证据认为其强奸。2006年7月10日，法院一审判决，宣判被告人姜俊武无罪，但需赔偿原告经济损失57399.50元。判决书指出系黄静在潜在病理改变的基础下，因姜俊武采用较特殊方式进行的性行动促发死亡。姜对黄的死承担50%的民事责任。
2007年12月8日，湘潭市中级人民法院作出终审裁定：驳回原审原告黄静的父母，及原审被告姜俊武关于民事责任方面的上诉请求，维持原判。
该案件的调查和审判过程中得到传媒特别是网络媒体的广泛关注。